# Mohamed Soussi

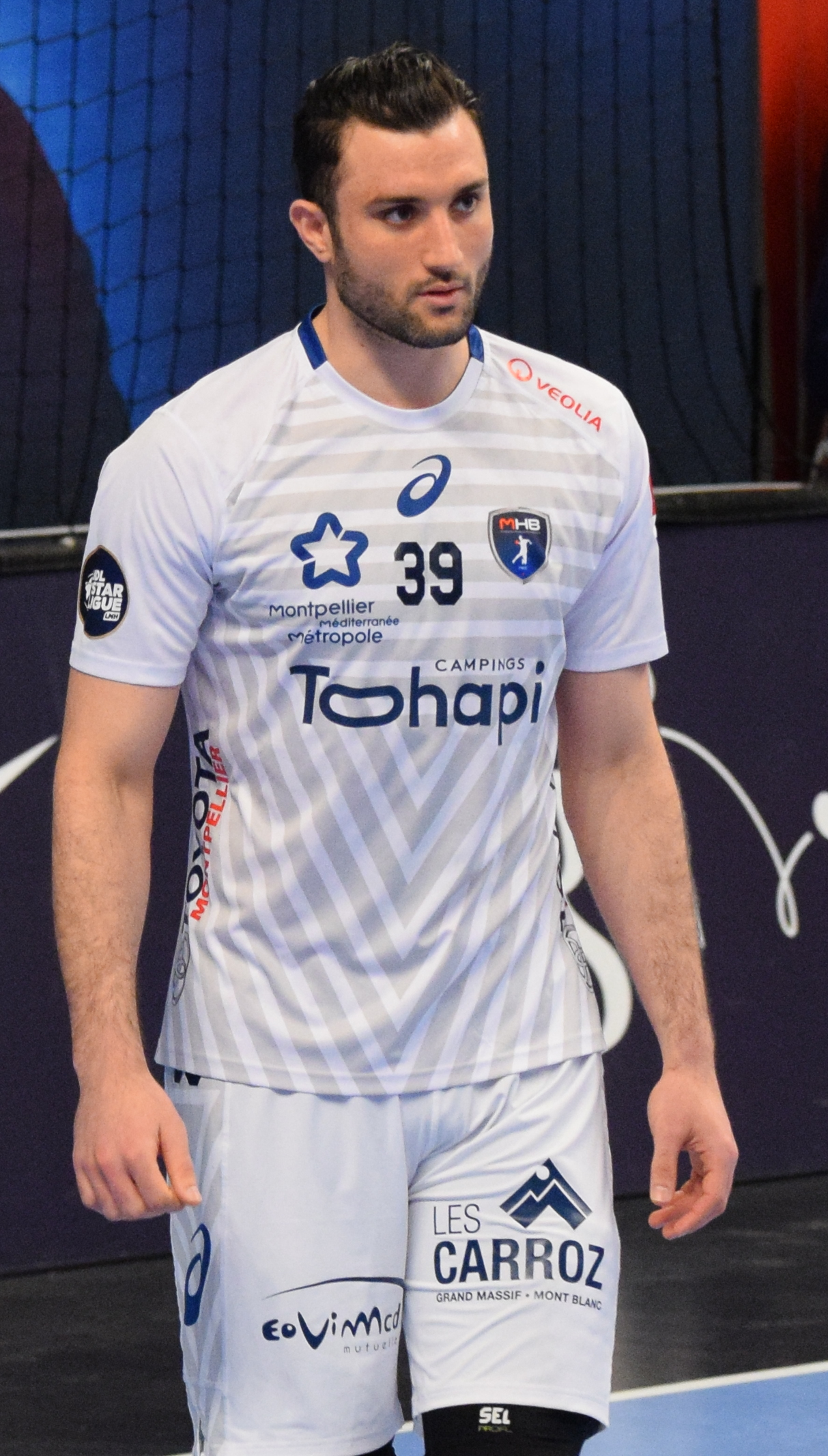
Mohamed Soussi (2018)

Mohamed Soussi (arabisch محمد السوسي; geb. 17. Januar 1993 in Nabeul) ist ein tunesischer Handballspieler. Er hat für Montpellier Handball, Tremblay-en-France Handball und RK Eurofarm Pelister (Bitola, Nordmazedonien) gespielt.
Er nahm mit der tunesischen Nationalmannschaft an den Olympischen Sommerspielen 2016 in Rio de Janeiro teil.

## Erfolge

### Nationalmannschaft
Afrikameisterschaft
- : 2018 Gabun
- : 2020 Tunis

Mittelmeerspiele
- : Tarragona 2018